# Iglesia Episcopal de San Lucas
La Iglesia Episcopal de San Lucas es una histórica iglesia episcopal de estilo gótico carpintero, construida durante la década de 1850 en Cahaba, la primera capital de Alabama de 1820 a 1826. El constructor desconocido siguió de cerca los planos publicados por el arquitecto Richard Upjohn en su libro Arquitectura rural de 1852.

## Historia
El edificio de la iglesia fue construido en 1854, durante los años de auge de Cahaba antes de la guerra, en Vine Street, cerca de la intersección de Vine y 1st South Street. Tras el declive de Cahaba en la posguerra, la iglesia fue desmantelada en 1878 y se trasladó 11 millas (17,7 km) hasta el pueblo de Martin's Station, donde fue reensamblado y continuó sirviendo a una congregación episcopal durante varias décadas. Más tarde fue utilizado por una congregación bautista afroamericana durante más de 60 años antes de ser adquirido por la Comisión Histórica de Alabama. Fue agregado al Registro Nacional de Lugares Históricos el 25 de marzo de 1982.
Durante el año académico 2006–2007, los estudiantes del proyecto rural de la Universidad de Auburn desmantelaron cuidadosamente el edificio de la iglesia para que pudiera ser trasladado de regreso a Cahaba y reensamblado en el Parque Arqueológico Old Cahawba. Se eligió este tercer sitio nuevo debido a que la ubicación original en Vine Street estaba ubicada en una llanura aluvial. La mayor parte del trabajo exterior se había completado a fines de 2009.

## Características
Las características exteriores de la estructura neogótica incluye ventanas lanceoladas, puertas de arco apuntado y revestimiento de listones y tablas verticales. El edificio originalmente tenía un campanario cuadrado en la esquina a la izquierda de la entrada principal actual, pero no fue reconstruido cuando la iglesia fue reubicada en 1878 en Martin's Station. La iglesia fue desmontada y reubicada en Cahaba en 2007, donde se volvió a montar en el Parque Arqueológico Old Cahawba.